# Bernterode (bei Heilbad Heiligenstadt)
Pour les articles homonymes, voir Bernterode.
Bernterode (bei Heilbad Heiligenstadt) est une commune allemande située dans l'arrondissement d'Eichsfeld en Thuringe.

## Géographie

Situation de Bernterode dans l'arrondissement

Bernterode est située dans le sud de l'arrondissement. La commune fait partie de la Communauté d'administration d'Ershausen-Geismar et se trouve à 10 km au sud de Heilbad Heiligenstadt, le chef-lieu de l'arrondissement.

## Histoire
Bernterode a appartenu à l'Électorat de Mayence jusqu'en 1802 et à son incorporation à la province de Saxe dans le royaume de Prusse. De 1807 à 1813, Geismar a fait partie de l'éphémère royaume de Westphalie.
Bernterode, occupé par les troupes américaines le 4 avril 1945, fut inclus en juillet dans la zone d'occupation soviétique après la Seconde Guerre mondiale avant de rejoindre le district d'Erfurt en RDA.

## Démographie
| 1910 | 1933 | 1939 | 1995 | 2000 | 2004 | 2010 |
| ---- | ---- | ---- | ---- | ---- | ---- | ---- |
| 389  | 423  | 395  | 299  | 272  | 246  | 244  |